# Trifolium micranthum
Trifolium micranthum é uma espécie de planta com flor pertencente à família Fabaceae. 
A autoridade científica da espécie é Viv., tendo sido publicada em Flora Libycae Specimen 45, pl. 19, f. 3. 1824.
O se nome comum é trevo.

## Portugal
Trata-se de uma espécie presente no território português, nomeadamente em Portugal Continental e no Arquipélago dos Açores.
Em termos de naturalidade é nativa de Portugal Continental e introduzida no Arquipélago dos Açores.

## Protecção
Não se encontra protegida por legislação portuguesa ou da Comunidade Europeia.